# کوزوره کامی شیهو گاتامه

نمایی از فن «کوزوره کامی شیهو گاتامه»

کوزوره کامی شیهو گاتامه (به ژاپنی: 崩上四方固)-(به انگلیسی: Kuzure kami shiho gatame) یکی از فنون و تکنیک‌های دستهٔ کاتامه-وازا رشتهٔ ورزشی جودو است که در زیردستهٔ اوسای‌کومی-وازا دسته‌بندی می‌شود. 